# Ciudad Juárez
Ciudad Juárez, conosciuta come Paso del Norte (Passo del Nord) o semplicemente Juárez, è la città più popolosa dello stato messicano di Chihuahua.

## Geografia fisica
La città è situata vicino al Rio Grande di fronte alla città texana di El Paso con cui forma un'area metropolitana internazionale di circa due milioni e mezzo di abitanti (la più grande sul confine fra Messico e Stati Uniti dopo quella di Tijuana e San Diego).
È la città più popolosa dello stato di Chihuahua e la quinta del Messico.

## Clima
Juárez, trovandosi nel deserto di Chihuahua e ad un'elevata altitudine, ha un clima desertico freddo con estati calde, primavere e autunni miti, e inverni freddi.
| Ciudad Juarez      | Mesi | Mesi | Mesi | Mesi | Mesi | Mesi | Mesi | Mesi | Mesi | Mesi | Mesi | Mesi | Stagioni | Stagioni | Stagioni | Stagioni | Anno |
| Ciudad Juarez      | Gen  | Feb  | Mar  | Apr  | Mag  | Giu  | Lug  | Ago  | Set  | Ott  | Nov  | Dic  | Inv      | Pri      | Est      | Aut      | Anno |
| ------------------ | ---- | ---- | ---- | ---- | ---- | ---- | ---- | ---- | ---- | ---- | ---- | ---- | -------- | -------- | -------- | -------- | ---- |
| T. max. media (°C) | 13   | 16   | 21   | 26   | 31   | 35   | 36   | 34   | 30   | 25   | 18   | 14   | 14,3     | 26       | 35       | 24,3     | 24,9 |
| T. min. media (°C) | −1   | 2    | 6    | 9    | 14   | 20   | 23   | 22   | 17   | 9    | 4    | 0    | 0,3      | 9,7      | 21,7     | 10       | 10,4 |

| Mesi                                               | Gen. | Feb. | Mar. | Apr. | Mag. | Giu. | Lug. | Ago. | Set. | Ott. | Nov. | Dic. | Media anno |
| -------------------------------------------------- | ---- | ---- | ---- | ---- | ---- | ---- | ---- | ---- | ---- | ---- | ---- | ---- | ---------- |
| Precipitazioni totale (mm.)                        | 7.7  | 11.5 | 9.9  | 1.1  | 4.9  | 11.0 | 58.3 | 41.1 | 36.4 | 16.4 | 9.3  | 12.8 | 220.4      |
| Nevicate totale (cm.)                              | 11.2 | 2.3  | 1.3  | 0.4  | 0    | 0    | 0    | 0    | 0    | 0.5  | 0.5  | 7.9  | 24.1       |
| Giorni di piaggia (≥ 1 mm.)                        | 2.07 | 2.42 | 2.4  | 0.46 | 1.14 | 2.26 | 6.85 | 4.78 | 3.92 | 2.71 | 1.78 | 1.78 | 32.6       |
| Giorni di neve (≥ 0.25 cm.)                        | 1.3  | 0.6  | 0.3  | 0.1  | 0    | 0    | 0    | 0    | 0    | 0.2  | 0.4  | 1.1  | 4          |
| Fonte: 'Servicio Meteorológico Nacional' 1951-2010 |      |      |      |      |      |      |      |      |      |      |      |      |            |

La temperatura massima record da quando sono iniziate le misurazioni è stata di 46 °C nel giugno 1994, mentre la minima record è stata di -23 °C il 12 gennaio 1962. La nevicata più intensa che è stata registrata, si è verificata il 26 e 27 dicembre 2015, con un accumulo all'interno dell'area urbana di 20,57 cm e un accumulo fino a 40 cm circa, nella Sierra de Juárez e nelle aree periferiche della città.

## Storia
Juárez è stata fondata inizialmente col nome di Nuestra Señora de Guadalupe de los Mansos del Paso del Norte, nel 1659 da García de San Francisco, un sacerdote francescano e da alcuni esploratori spagnoli che cercavano un percorso attraverso le Montagne Rocciose. Il 9 dicembre 1826, con la promulgazione della Costituzione, venne cambiato in El Paso del Norte, (Il Passo del Nord). L'importanza della città era data dal fatto che rappresentò per più di due secoli l'unico collegamento tra il Messico e il Texas.
Il Trattato di Guadalupe Hidalgo del 1848 stabilì che il Rio Grande sarebbe stato il confine fra Messico e Stati Uniti, separando gli insediamenti a nord del fiume dalla città, di cui non facevano parte. La parte della città entrata a far parte degli Stati Uniti divenne successivamente El Paso. Durante l'intervento francese in Messico, El Paso del Norte ospitò le truppe fedeli al presidente Benito Juárez, il quale aveva formato un governo in esilio a Chihuahua tra il 14 agosto 1865 e il 10 giugno 1866. Nel 1882 la città venne raggiunta dalla ferrovia, ciò comportò l'apertura di banche, uffici postali, linee tranviarie e varie attività commerciali e nel 1884 fu installato il primo telegrafo. Il 24 luglio 1888 il toponimo venne mutato in Ciudad Juárez, in onore del presidente. A partire dagli anni '10 del XX secolo divenne la più importante città frontaliera del Messico e proprio per questo motivo, durante la rivoluzione messicana, venne conquistata due volte dagli uomini di Pancho Villa. Dall"8 al 10 maggio 1911, con circa 3.500 uomini, ebbe luogo la Presa di Ciudad Juárez da parte di Pascual Orozco e Pancho Villa, uno scontro decisivo che causò le dimissioni di Porfirio Díaz.
A partire dagli anni novanta Juárez è stata teatro di violenti omicidi seriali di donne. Nel 2011 durante le commemorazioni per il centenario della presa di Ciudad Juárez, è stata ufficialmente dichiarata "Heróica Ciudad Juárez", in onore della sua rilevanza nella Rivoluzione messicana, in particolare durante la Rivoluzione Maderista, un evento decisivo per rovesciare Porfirio Díaz.

## Demografia
Ciudad Juárez ha 1.501.551 abitanti (2020), è la città più popolata dello stato di Chihuahua e l'ottava area metropolitana del Messico. Insieme a El Paso, in Texas, creano un'area binazionale di oltre 2 milioni di abitanti, è anche la seconda area binazionale più grande del Messico, dopo la Tijuana-San Diego.
| Anno | Residenti | Variazione |
| ---- | --------- | ---------- |
| 1900 | 8219      | —          |
| 1910 | 10 621    | +29.2%     |
| 1921 | 19 457    | +83.2%     |
| 1930 | 39 669    | +103.9%    |
| 1940 | 48 881    | +23.2%     |
| 1950 | 122 566   | +150.7%    |
| 1960 | 262 119   | +113.9%    |
| 1970 | 407 370   | +55.4%     |
| 1980 | 544 496   | +33.7%     |
| 1990 | 789 522   | +45.0%     |
| 2000 | 1 187 275 | +50.4%     |
| 2010 | 1 321 004 | +11.3%     |
| 2020 | 1 501 551 | +13.7%     |

## Amministrazione

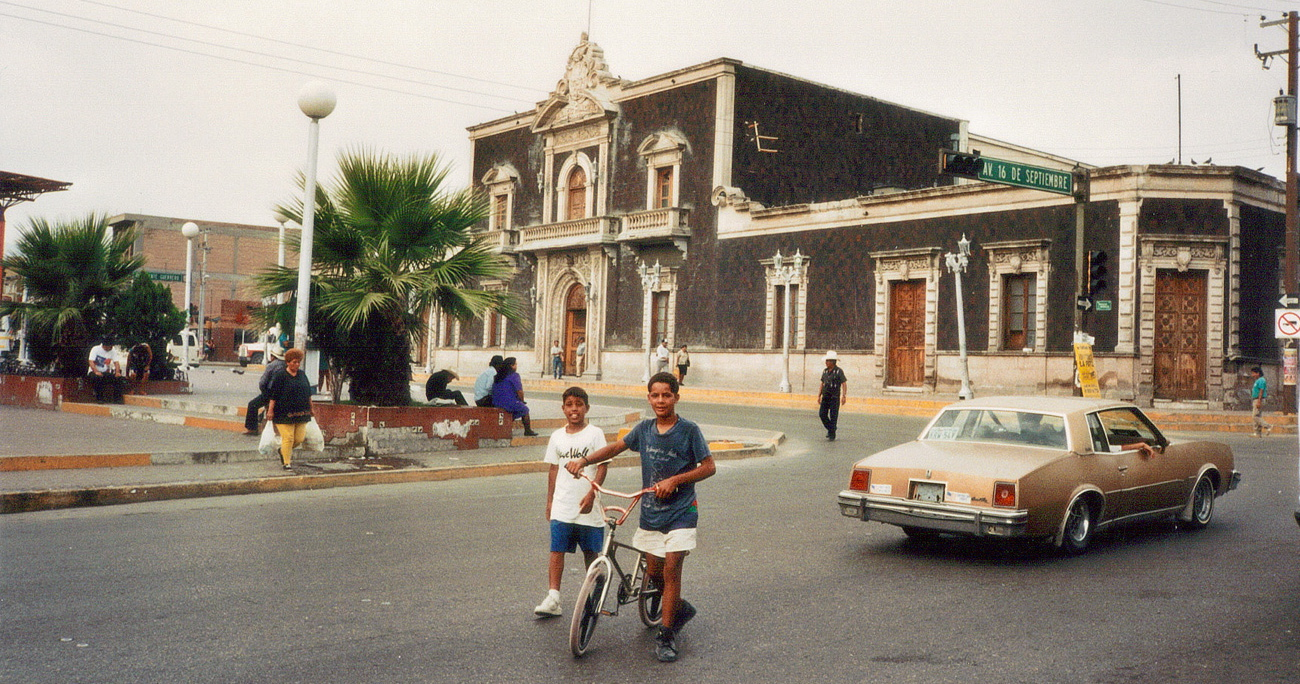
Municipio vecchio di Ciudad Juarez nel 1993

Ciudad Juárez è il capoluogo del Municipio de Juárez, uno dei 67 comuni che compongono lo stato di Chihuahua, il consiglio comunale, è composto dal presidente municipale, (il sindaco), e dai consiglieri municipali, (il cui numero può variare). Come nella maggior parte dei comuni del Messico, il consiglio comunale è eletto per un periodo di tre anni, il consiglio non viene rieletto per il periodo successivo ma può essere rieletto in forma non continuativa. La sede del Consiglio Comunale si trova nella nuova "Unità Amministrativa Lic. Benito Juárez", situata vicino al centro della città, vicino al Ponte Internazionale Paso del Norte.
| PERIODO     | SINDACO                    | PARTITO  |             | PERIODO                     | SINDACO  | PARTITO |
| ----------- | -------------------------- | -------- | ----------- | --------------------------- | -------- | ------- |
| 1938 - 1940 | Octavio Escobar Rodríguez  | PNR      | 1992        | Carlos Ponce Torres         | PRI      |         |
| 1940 - 1941 | Teófilo Borunda            | PNR      | 1992 - 1995 | Francisco Villarreal Torres | PAN      |         |
| 1942 - 1943 | Antonio J. Bermúdez        | PNR      | 1995 - 1997 | Ramón Galindo Noriega       | PAN      |         |
| 1944 - 1946 | Arturo Chávez Amparán      | PNR      | 1997 - 1998 | Enrique Flores Almeida      | PAN      |         |
| 1947 - 1949 | Carlos Villarreal          | PRI      | 1998 - 2001 | Gustavo Elizondo Aguilar    | PAN      |         |
| 1950        | Francisco Triana Parra     | PRI      | 2001 - 2002 | José Reyes Ferriz           | INTERIM  |         |
| 1950 - 1952 | Víctor Manuel Ortiz        | PRI      | 2002 - 2004 | Jesús Alfredo Delgado Muñoz | PAN      |         |
| 1953 - 1955 | Pedro N. García Martínez   | PRI      | 2004        | Ricardo Álvarez Medina      | PAN      |         |
| 1956        | Margarito Herrera López    | PRI      | 2004 - 2007 | Héctor Murguía Lardizábal   | PRI-PT-V |         |
| 1956 - 1959 | René Mascareñas Miranda    | PRI      | 2007 - 2010 | José Reyes Ferriz           | PRI-NA   |         |
| 1959 - 1962 | Humberto Escobar           | PRI      | 2010 - 2013 | Héctor Murguía Lardizábal   | PRI-V-NA |         |
| 1962 - 1964 | Félix Alfonso Lugo         | PRI      | 2013 - 2015 | Enrique Serrano Escobar     | PRI-V-NA |         |
| 1964 - 1965 | Aureliano González Vargas  | PRI      | 2015 - 2016 | Javier González Mocken      | PRI      |         |
| 1965        | Felipe Dávila Baranda      | PRI      | 2016 - 2018 | Armando Cabada Alvídrez     | IND-MC   |         |
| 1965 - 1968 | Armando González Soto      | PRI      | 2018        | Alejandro Loaeza Canizales  | IND      |         |
| 1968 - 1971 | Bernardo Norzagaray Ángulo | PRI      | 2018        | Armando Cabada Alvídrez     | IND-MC   |         |
| 1971 - 1974 | Mario Jáquez Provencio     | PRI      | 2018        | Alejandro Loaeza Canizales  | IND      |         |
| 1974 - 1977 | Raúl Lezama Gil            | PRI-PARM | 2018 - 2021 | Armando Cabada Alvídrez     | IND      |         |
| 1977 - 1980 | Manuel Quevedo Reyes       | PRI-PARM | 2021        | Carlos Ponce Torres         | IND      |         |
| 1980 - 1983 | José Reyes Estrada Aguirre | PRI-PARM | 2021        | Armando Cabada Alvídrez     | IND      |         |
| 1983 - 1986 | Francisco Barrio Terrazas  | PAN      | 2021 - 2024 | Cruz Pérez Cuéllar          | MORENA   |         |
| 1986        | Miguel Agustín Corra       | PAN      | 2024        | Martín Chaparro Payán       | MORENA   |         |
| 1986 - 1989 | Jaime Bermúdez Cuarón      | PRI-PARM | 2024 - 2027 | Cruz Pérez Cuéllar          | MORENA   |         |
| 1989 - 1992 | Jesús Macías Delgado       | PRI      |             |                             |          |         |

## Cultura
Nonostante i vari problemi, Ciudad Juárez conta con un'offerta culturale rilevante, che spazia da musei, centri culturali, monumenti e parchi:
Musei:

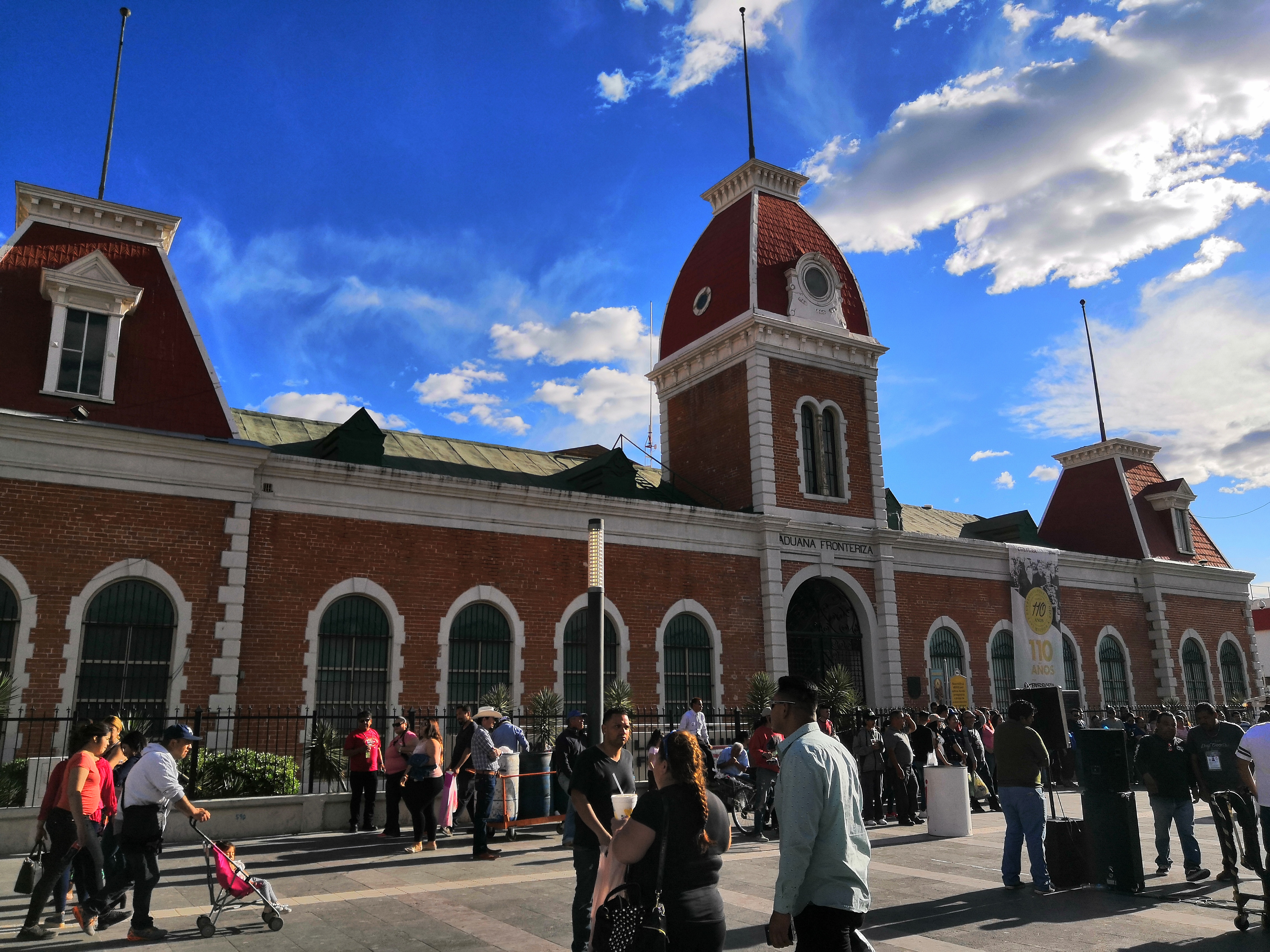
Museo de la Revolución en la Frontera

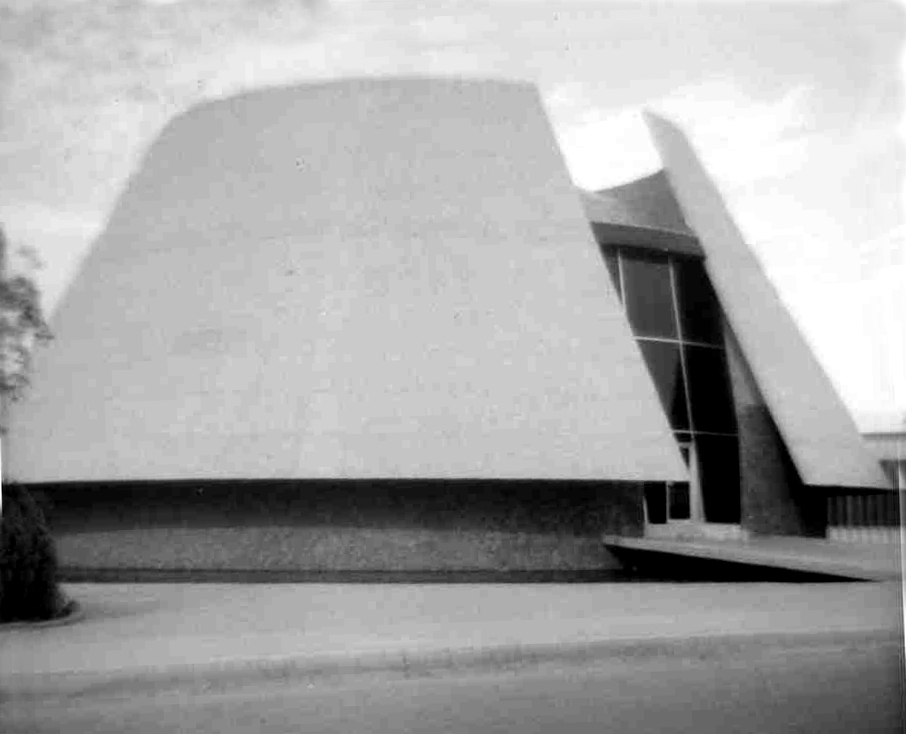
Museo de Arte

- Museo de la Revolución en la Frontera (MUREF, inaugurato nel 2011, inizialmente chiamato Museo de la Ex-Aduana, in quanto ricavato nel vecchio edificio della dogana).
- Museo Regional del Valle de Juárez, in località San Agustín.
- Museo Casa de Adobe, in località Ladillera de Juárez.
- Museo Espacio Interactivo La Rodadora.
- Museo de Arte de Ciudad Juárez, inaugurato nel 1964 ospita mostre d'arte temporanee.
- Museo de Arqueología e historia El Chamizal ubicato nell'omonimo parco.
- Museo del Concorde ospita una collezione di parti provenienti dal famoso aereo, (cosa singolare dato che il Concorde non ha mai atterrato a Ciudad Juarez).
- Sala de Arte Germán Valdés Tin-Tan ha un'esposizione permanente di fotografie e oggetti appartenenti al famoso attore.

Monumenti:

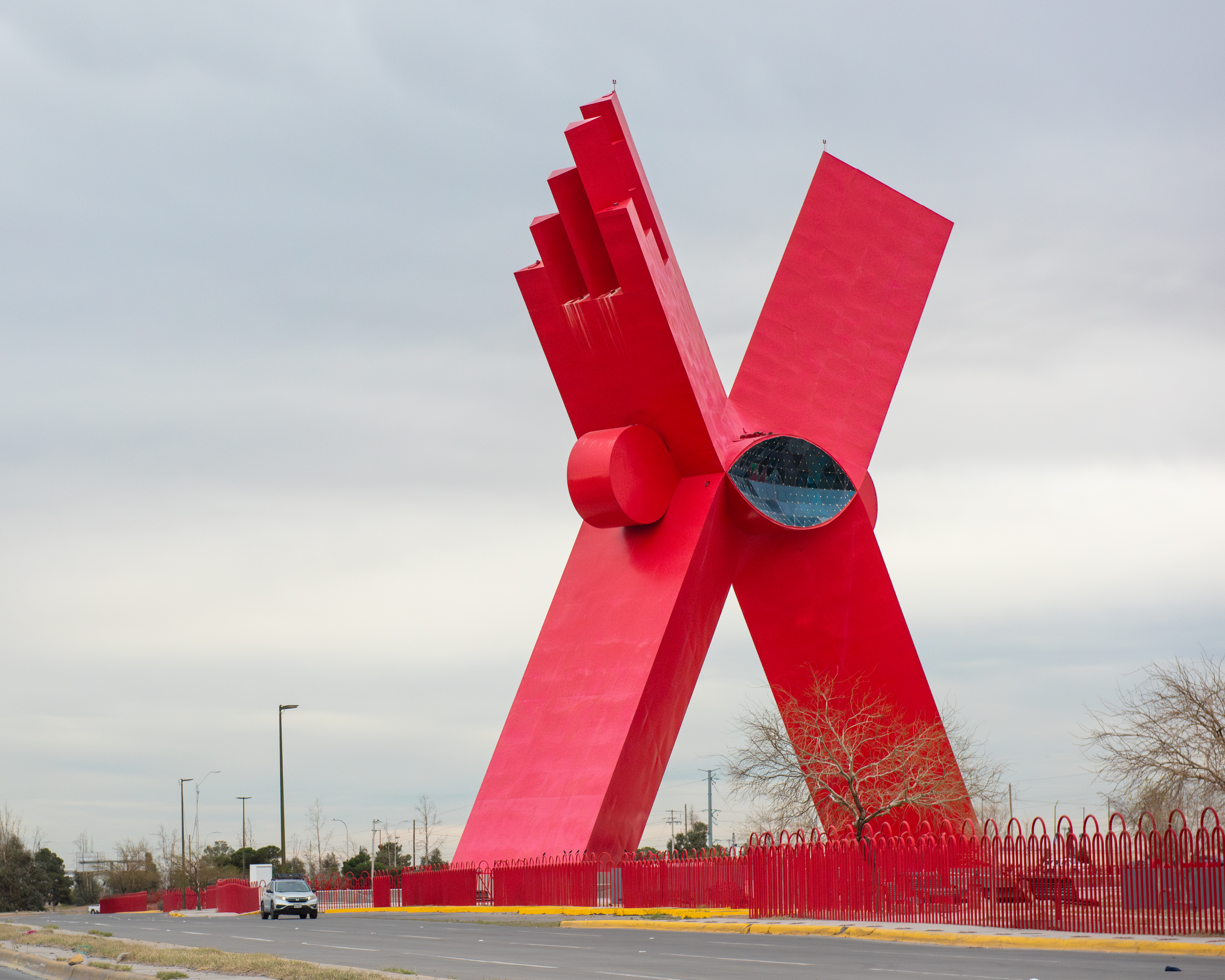
Monumento a la Mexicanidad, la X

- Monumento a Fray García de San Francisco, fondatore della città l'8 dicembre 1659, di fronte alla Misión di Nostra Signora di Guadalupe.

- Monumento a Benito Juárez (inaugurato nel settembre 1910, vicino al centro, nella piazza che porta il suo nome in suo onore; è anche il monumento più importante del paese dedicato al "Benemérito de las Américas")[7].
- Monumento a la Mexicanidad (scultura monumentale, chiamata anche la "X" di Sebastián in onore del suo scultore; si trova all'interno della sua omonima Piazza), a poche decine di metri dal confine con gli Stati Uniti.
- Umbral del Milenio (scultura monumentale, chiamata anche Puerta de Juárez, dipinta di giallo, situata all'ingresso della città)
- Arco di Trionfo (replica dell'arco di trionfo di Parigi, situata nel quartiere Champs-Elysees, nella Zona Dorada)
- Misión de Nuestra Señora de Guadalupe, nel centro storico
- Macro bandiera di Ciudad Juárez (chiamata anche Mega bandiera o bandiera monumentale di Juárez, una delle più grandi del paese)
- Gli Indomabili (chiamati anche Indomabili di Ciudad Juárez, situati nel Chamizal, sono tre cavalli in bronzo circondati da una fontana)[8]
- Il Monumento al "Ser Fronterizo" (o essere Frontaliero, noto anche come monumento al trasporto pubblico) è un'opera rivolta ai dipendenti dell'industria maquiladora di Ciudad Juárez
- Ferrocarril Central 1884 è una locomotiva a vapore monumentata nel punto in cui sorgeva la vecchia stazione ferroviaria
- Monumento a Germán Valdés, attore e cantante, chiamato "Tin-Tan" è ritratto seduto su una fontana di fronte alla cattedrale
- Abrazo Monumental è un monumento nella zona pedonale del centro storico, dello scultore Jorge Marín, è un angelo che abbraccia una donna nuda. Inaugurato nell'agosto 2015

Edifici storici:

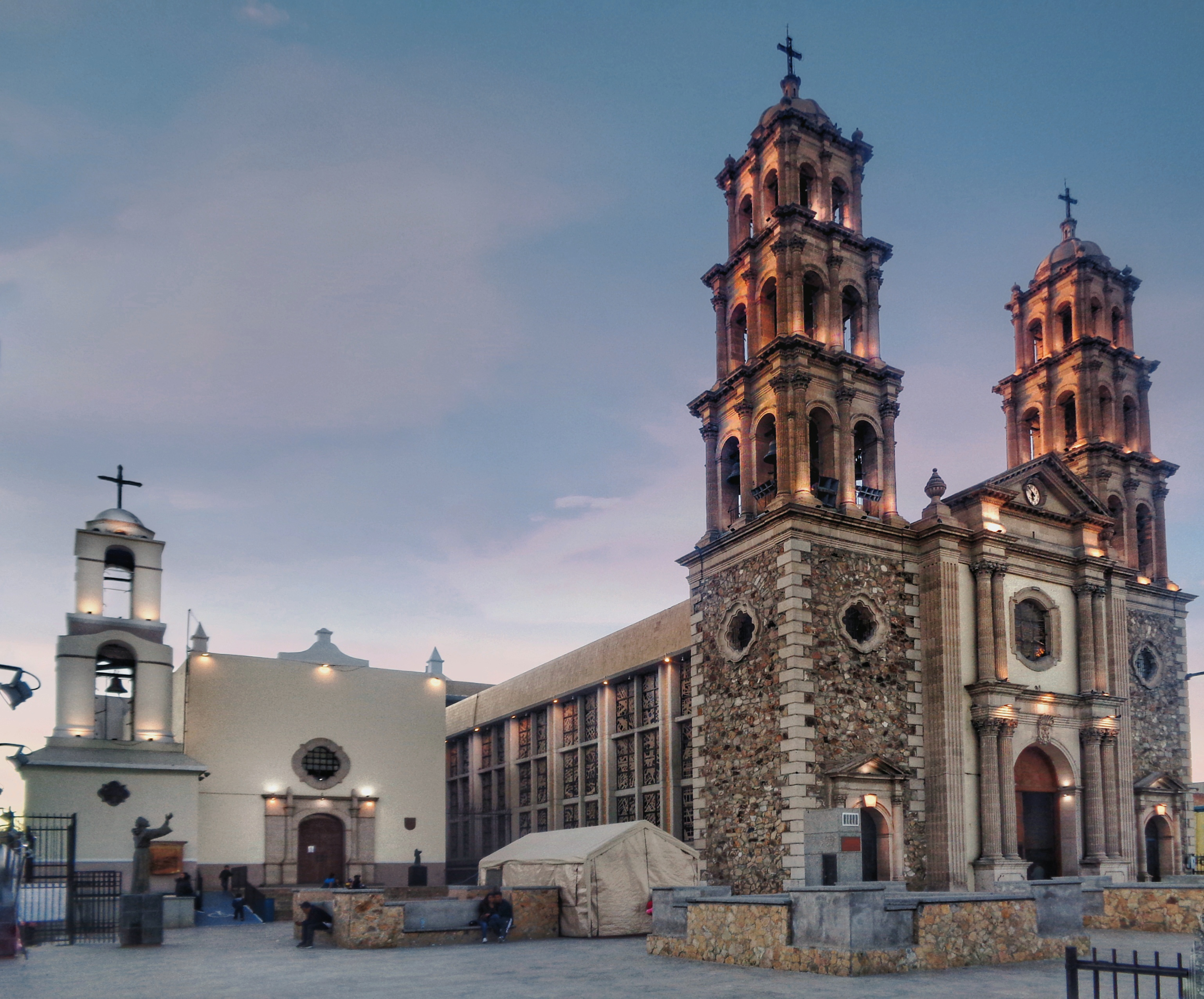
Cattedrale di Ciudad Juárez, (a destra) e la Misión de Guadalupe

- Catedral de Ciudad Juárez, fondata nel XVII secolo
- Misión de Nuestra Señora de Guadalupe (è considerato l'edificio più antico della città, venne fondato nel 1659)
- Presidencia Municipal Vieja, è il vecchio municipio oggi Centro Municipal de las Artes
- Edificio della Ex-Aduana, (la dogana vecchia oggi Museo de la Revolución en la Frontera)
- Garita de los Metales, è l'antica ricevitoria del dazio dei metalli, fa parte del gruppo di edifici della dogana vecchia
- Edificio Bellavista costruito nello stesso stile della Presidencia Municipal Vieja risale al 1946
- Chiosco in ferro battuto, ubicato nella Plaza de Armas, di fronte alla Cattedrale
- Edificio Sauer, si tratta di un edificio storico poco conosciuto nella zona pedonale di Ciudad Juárez, di fronte al museo MUREF l'ex ufficio della dogana
- Cinema Plaza, ex-cinema costruito nello stesso stile della Presidencia Municipal Vieja, oggi è un supermercato

- Edificio del Correo, edificio delle poste e telegrafi, in stile coloniale risale al 1946

- Ex-cinema Victoria, in stile coloniale inaugurato nel 1945, aveva una capacità di 1700 posti, oggi è chiuso
- Mercado Juárez, inaugurato il 1 settembre 1946 in stile Art decò, è un mercato oggi principalmente turistico, è stato restaurato nel 2013

Altri luoghi:

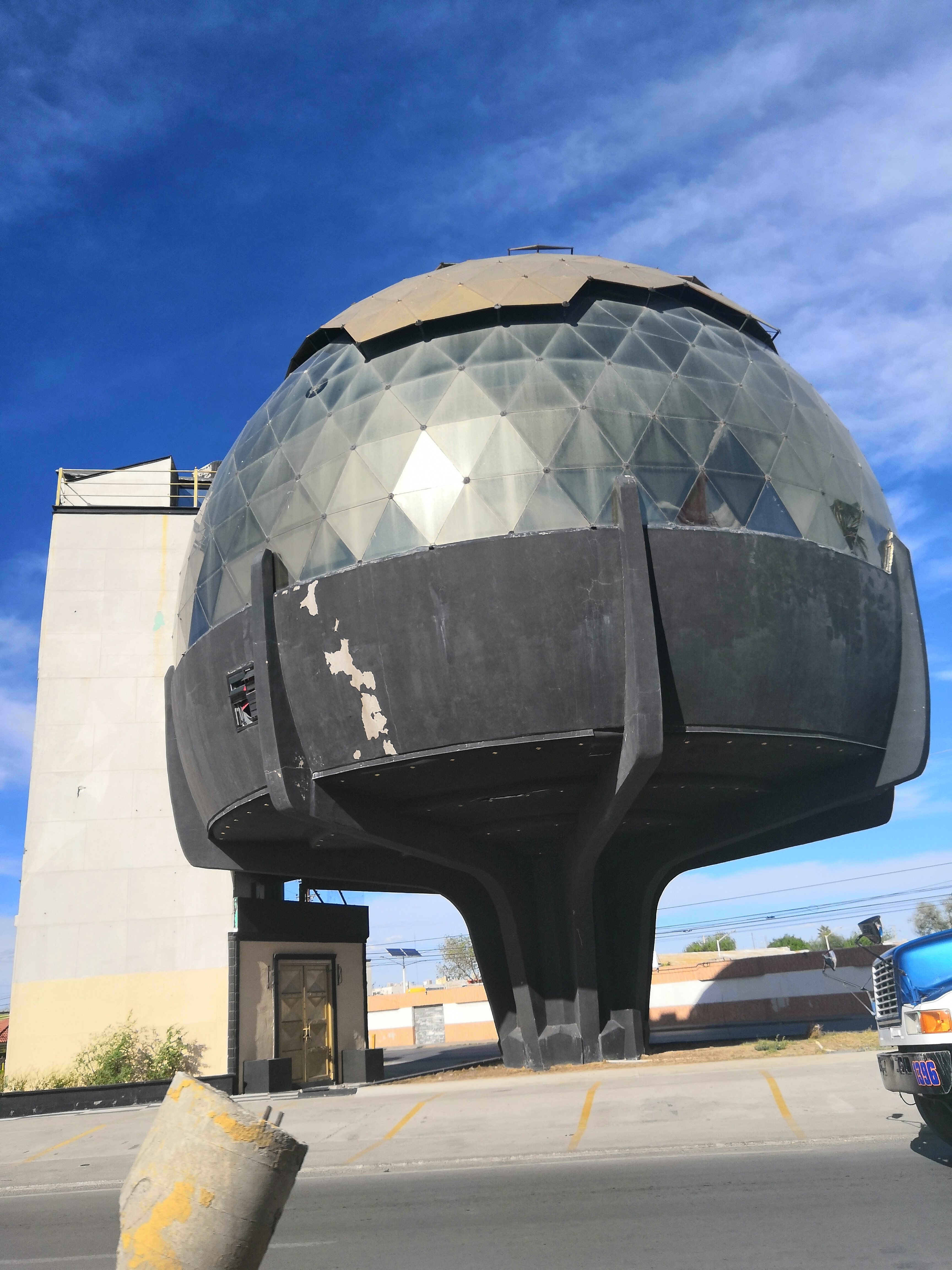
Edificio Gardié "La Bola"

- Casa di Juan Gabriel, "El Divo de Juárez", la sua casa oggi è aperta al pubblico, ed è possibile visitarla all'interno, il biglietto costa 270 pesos messicani, la strada sulla destra è stata pedonalizzata ed è stata eretta una statua in suo onore[9]
- Edificio Gardié, "La Bola", è un curioso edificio in vetro, a forma di cono gelato era ovviamente una gelateria, nel quartiere di San Lorenzo, piuttosto lontano dal centro, attualmente è chiuso
- Murale di Juan Gabriel, dipinto su un edificio attualmente vuoto di otto piani è grande come tutta una parete. Il murale misura 400 m² ed è stato realizzato dall'artista Arturo Damasco[4].
- El Noa Noa, un tempo era il locale dove Juan Gabriel iniziò la sua carriera, è stato demolito e oggi è un parcheggio, sul marciapiede di fronte è tutt'ora scritto il nome
- La Nueva Central è uno storico locale attivo fin dagli anni'60, l'arredamento è ancora quello originale dell'epoca è l'unico locale a Ciudad Juárez aperto H24
- Parque Público Federal El Chamizal è il più grande parco pubblico della città, un'area verde di 1,2km² che comprende numerose attrattive

Centri culturali:
- Centro Cultural Paso del Norte è il maggiore centro culturale di Ciudad Juárez, inaugurato il 2 dicembre 2006, si sviluppa su 15.000 m².
- Centro Municipal de las Artes è all'interno del vecchio municipio, la "Presidencia Municipal Vieja" nel centro storico.

Secondo una ricerca del comune di Ciudad Juárez, effettuata tra il 2013 e il 2015, e redatta nel libro Monumentos, placas y propiedades, in città ci sarebbero oltre 120 monumenti, 8 targhe commemorative, 6 murales, 51 edifici storici, 8 canali simili al Canal de La Perla di Torreón, (non aperti al pubblico) e altri 4 o 5 luoghi di interesse storico.

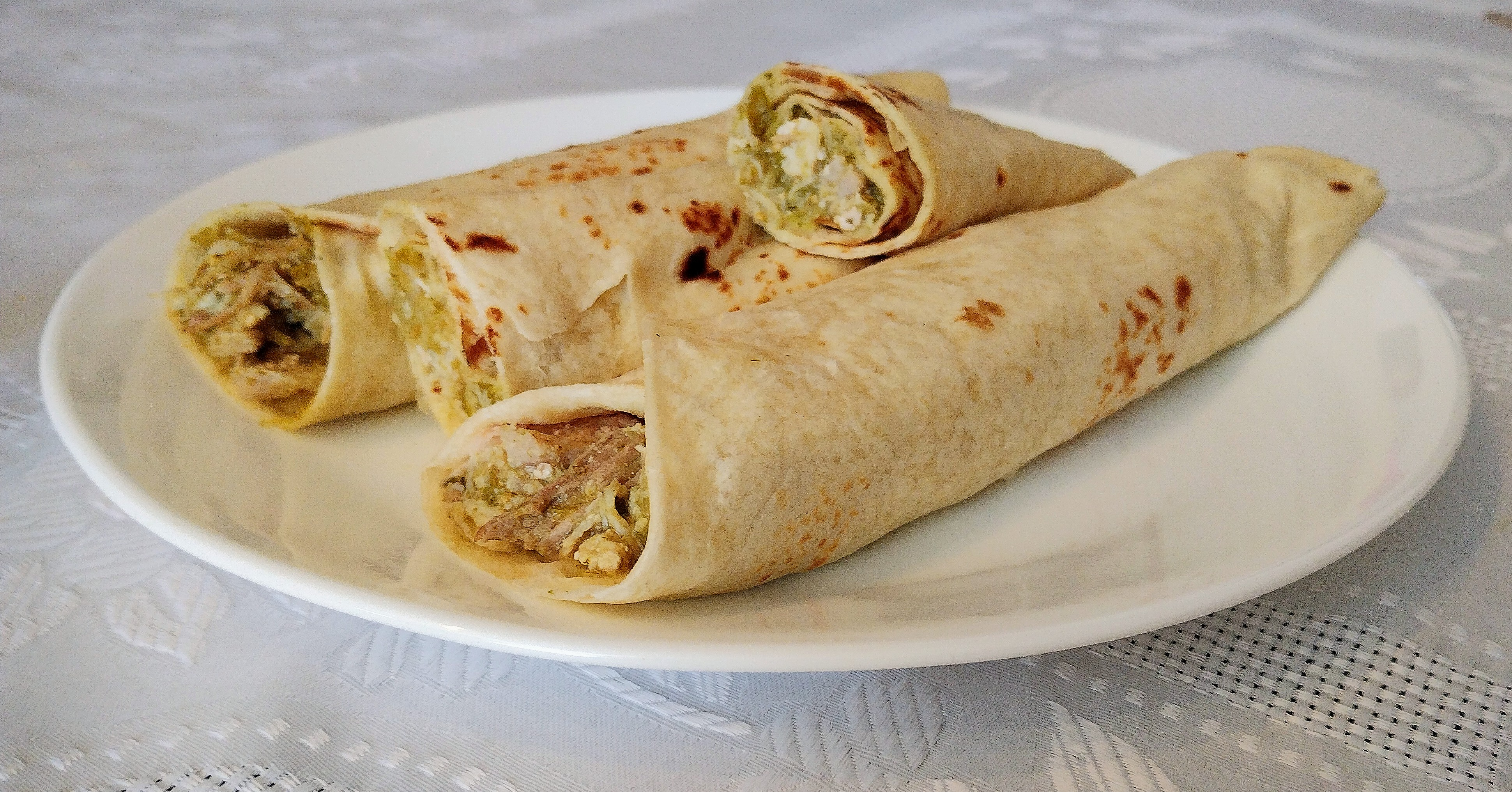
Burritos Chihuahuenses tipici anche a Ciudad Juarez

## Gastronomia
Essendo una grade città, Ciudad Juarez ha con se una gran varietà di piatti tipici di tutto il Messico, anche l'immigrazione ha portato con se numerosi piatti provenienti da differenti luoghi del Messico e anche da paesi stranieri.
- BURRITOS: I burritos onnipresenti quasi ad ogni angolo della città, sono una tappa obbligata a Ciudad Juárez, combinando le grandi tortillas di farina, arrotolate ripiene con carne asada, barbacoa o qualsiasi altro tipo di stufato e anche salsicce e pezzetti. Sono numerosissimi i luoghi dove poterle mangiare.
- CARNE SECCA: È una carne che viene fatta seccare, sfilacciata e preparata con peperoncino chilaca, al formaggio asadero, al chili con asadero, nelle gorditas, al brodo d'orso e, anche con deliziosi tagli di carne di Chihuahua. Il tutto accompagnato dalle tortillas di farina.
- PINOLE: Il Pinole è un tipo di farina di mais blu o di chia che viene solitamente preparata come bevanda o come impasto in deliziose frittelle. Le caramelle pinole sono un pane addolcito con zucchero o piloncillo e si completano con cannella e frutta o cacao per dargli sapori diversi.
- GORDITAS DE HARINA: Questo piatto è composto da una grossa tortilla tagliata al centro, che viene aperta e riempita di stufato, lo si trova anche come dessert a sotto forma di biscotti fatti con essenza di cannella o vaniglia e cotti a metà tostati su un piastra.
- SANGUINACCIO: questo piatto è comune a Ciudad Juárez e si può trovare in numerosi ristoranti. Consiste in carne e sangue con spezie preparate come una salsiccia e servite in tacos.
- BEVANDE: Il Sotol, è una bevanda che ha fino a 45° alcolici e viene lavorato dalla pianta Dasylirion che cresce nel deserto. I Tarahumara lo hanno usato nel corso degli anni come bevanda cerimoniale.

## Criminalità
Secondo una statistica, Ciudad Juárez è considerata la città più pericolosa del mondo, davanti a Miami, Caracas e New Orleans (nel solo 2009 ci sono stati oltre 2500 omicidi).
La spirale di violenza è causata in buona parte dal narcotraffico, molto attivo nella frontiera con gli Stati Uniti. Ci sono circa 950 pandillas (bande armate) che operano a Ciudad Juárez, con decine di migliaia di operativi (pandilleros), di cui circa 3000 sono considerati leader (cabecillas). Molti di questi pandilleros, di origine messicana, provengono dagli Stati Uniti d'America, da dove sono stati espulsi.
La guerra del narcotraffico è cominciata nel 2004 quando il cartello di Sinaloa, dopo aver vinto la guerra per Tijuana ed aver imposto la propria egemonia su quasi tutta la frontiera con gli Stati Uniti, ha puntato gli occhi sulla città di Juárez, a quel tempo saldamente nelle mani del cartello di Juárez.
Nel 2011 c'è stato un calo degli omicidi del 32% (da 3042 a 2086), portando il coefficiente di assassinio dal 229 al 171 (ogni 100.000 abitanti). Nella classifica delle città con più omicidi al mondo, Ciudad Juárez sembrava aver perso il primato dopo 3 anni consecutivi a discapito della città honduregna di San Pedro Sula che ha registrato un tasso di omicidi pari al 158,87 per 100.000 abitanti) fino a quando non si è scoperto che i residenti erano calati ancora di 112.000, probabilmente molti di questi esasperati dalle continue violenze (in 4 anni di guerra della droga la città ha perso 212.000 abitanti, circa il 18% della popolazione).
Dal 1993 la città messicana è diventata tristemente famosa per le 4.500 donne scomparse e a causa degli omicidi perpetrati ai danni di giovani donne, generalmente di umile estrazione sociale e impiegate nelle numerose maquiladora, fabbriche in cui si producono i beni d'esportazione destinati al primo mondo. Il fenomeno è anche noto come le croci rosa di Chihuahua. È stato girato un film di denuncia sul femminicidio di Ciudad Juárez con Jennifer Lopez e Antonio Banderas intitolato Bordertown (2006), sostenuto dalla campagna di Amnesty International contro i delitti della città messicana.
Altri film che trattano la realtà di Ciudad Juárez sono  Frontiera (1982), con Jack Nicholson e Elpidia Carrillo, sull'immigrazione clandestina attraverso la frontiera di El Paso e i suoi aspetti collegati alla malavita locale, e Sicario di Denis Villeneuve (2015), sulla criminalità legata al narcotraffico. Sono stati scritti molti libri sull'argomento, tra i quali "Huesos en el desierto" ("Ossa nel deserto") di Sergio González Rodríguez. L'artista visiva Elina Chauvet ha ideato il progetto d'arte pubblica "Zapatos Rojos" (2009-in corso), realizzato per la prima volta a Ciudad Juárez nel 2009 e portato in Italia nel 2012 dalla curatrice d'arte Francesca Guerisoli. Composto da una marcia silenziosa di scarpe rosse femminili, raccolte attraverso il passaparola e i social network, il progetto reclama giustizia per le vittime di Juárez ed è diventato un simbolo largamente condiviso in Italia da istituzioni, associazioni e cittadini nella lotta contro la violenza di genere.
Una delle principali associazioni in difesa delle donne di Juárez è la Nuestras Hijas de Regreso a Casa, che ha come fondatrici Marisela Ortiz Rivera e Norma Andrade che dal 2001 si battono contro il dilagante fenomeno del femminicidio a Ciudad Juárez.
Roberto Bolaño nel romanzo 2666, ed, in particolare ne La parte dei delitti, racconta la tragedia delle morti seriali di donne nella città messicana di Ciudad Juárez che, nel romanzo, si chiama "Santa Teresa".
Il nome della città è stato spesso legato anche a quello della potente organizzazione criminale denominata cartello di Juárez.

## Sport
- La città è stata rappresentata, a livello calcistico, dal Club de Fútbol Indios, che ha militato nella Primera División de México tra il 2008 e il 2010.
- Juárez divenne celebre in tutto il mondo, negli anni cinquanta, per essere la località di arrivo o di partenza della Carrera Panamericana.
- Ciudad Juárez ha ospitato la X e XI Pan American Cup pallavolo femminile negli anni 2011 e 2012, dove il Brasile e Stati Uniti d'America hanno vinto.

## Nella cultura di massa
Il cantante Juan Gabriel, "El Divo de Juárez", che ha vissuto la sua giovinezza a Ciudad Juárez e vi cominciò la sua carriera di cantante, ha dedicato quattro canzoni alla città: La Frontera, Juárez es #1, Arriba Juárez, Eternamente agradecido. Sempre di Juan Gabriel è anche El Noa Noa, locale che si trovava in centro città, dove, ancora sconosciuto, cominciò a esibirsi.

## Infrastrutture e trasporti
Trasporti urbani:

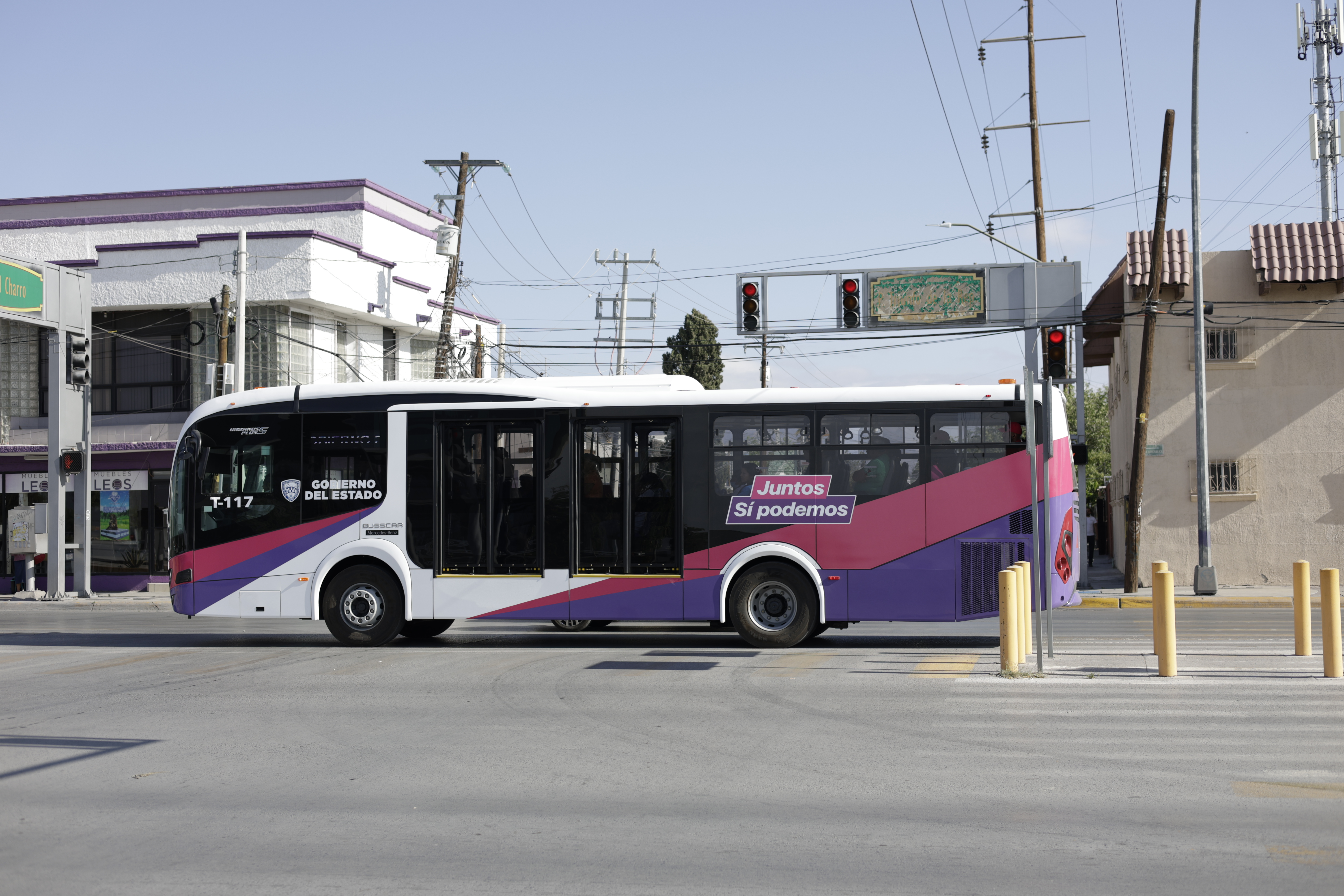
Il nuovo servizio di Juárez Bus

- Autobus: vi sono oltre 20 linee di autobus urbani composti principalmente da vecchi scuolabus americani modificati, che coprono l'intero territorio comunale.
- Il 30 novembre 2013, è stato inaugurato il sistema ViveBús Ciudad Juárez dal governatore dello stato, César Duarte Jáquez, e dal presidente municipale, Enrique Serrano Escobar, tale sistema è però stato abbandonato durante la pandemia, a causa della cattiva gestione dell'amministrazione e del basso afflusso del servizio a causa delle limitazioni imposte dal Governo dello Stato al trasporto pubblico. Nel 2023 ridenominato Juárez Bus, ne è stata decretata la sua riattivazione, il governo statale si sarebbe fatto carico del suo funzionamento. La riattivazione è avvenuta a metà del 2024, utilizzando i nuovi autobus Mercedez Benz 2024 del primo lotto di 80 autobus acquisiti dal governo per l'entrata in funzione delle prime 3 linee.[22]

Trasporti extra urbani:
- Ciudad Juarez ha una Central de Autobuses situata nel quartiere di Fundidora, piuttosto lontana dal centro, vi sono servizi di prima classe a lunga distanza per Tijuana, Mexicali, Nogales, Hermosillo, Chihuahua, Ojinaga, Durango, Torreon e altri che arrivano fino a Città de Messico. Vi sono anche alcuni collegamenti internazionali per gli Stati Uniti.
- Vicino al centro storico, vi sono due piccoli terminal, di due compagnie di seconda classe che arrivano fino a Durango, facendo tappa a Samalayuca e nei piccoli paesi dove le grandi compagnie di prima classe non fermano.

Treno:
- Ciudad Juarez dispone di una stazione ferroviaria, situata poco a sud del centro storico, verso sud ci sono due linee ferroviarie, una che porta alla città di Chihuahua e Città del Messico, un'altra linea porta alla città di Nuevo Casas Grandes e La Junta. Verso nord ci sono due linee ferroviarie che attraversano il Rio Grande e collegano la città con gli Stati Uniti. Dal 1999 anno della privatizzazione dei servizi ferroviari, non vi sono più treni passeggeri, esiste solo un servizio merci operato dalla Ferromex.

Strade federali e autostrade:
- La Carretera Federal 2 è un'autostrada gratuita che attraversa il Messico settentrionale, vicino al confine con gli Stati Uniti, termina a Tijuana (Baja California), sul Pacifico.
- La Carretera Federal 45, nota anche come carretera Panamericana, è un'autostrada gratuita, che attraversa il Messico centrale e settentrionale, dal confine con gli Stati Uniti a Ciudad Juárez, Chihuahua alla città di Durango, è una delle più importanti del paese. Ha una lunghezza di 1.920 km. I tratti contrassegnati dalla "D" sono a pedaggio.

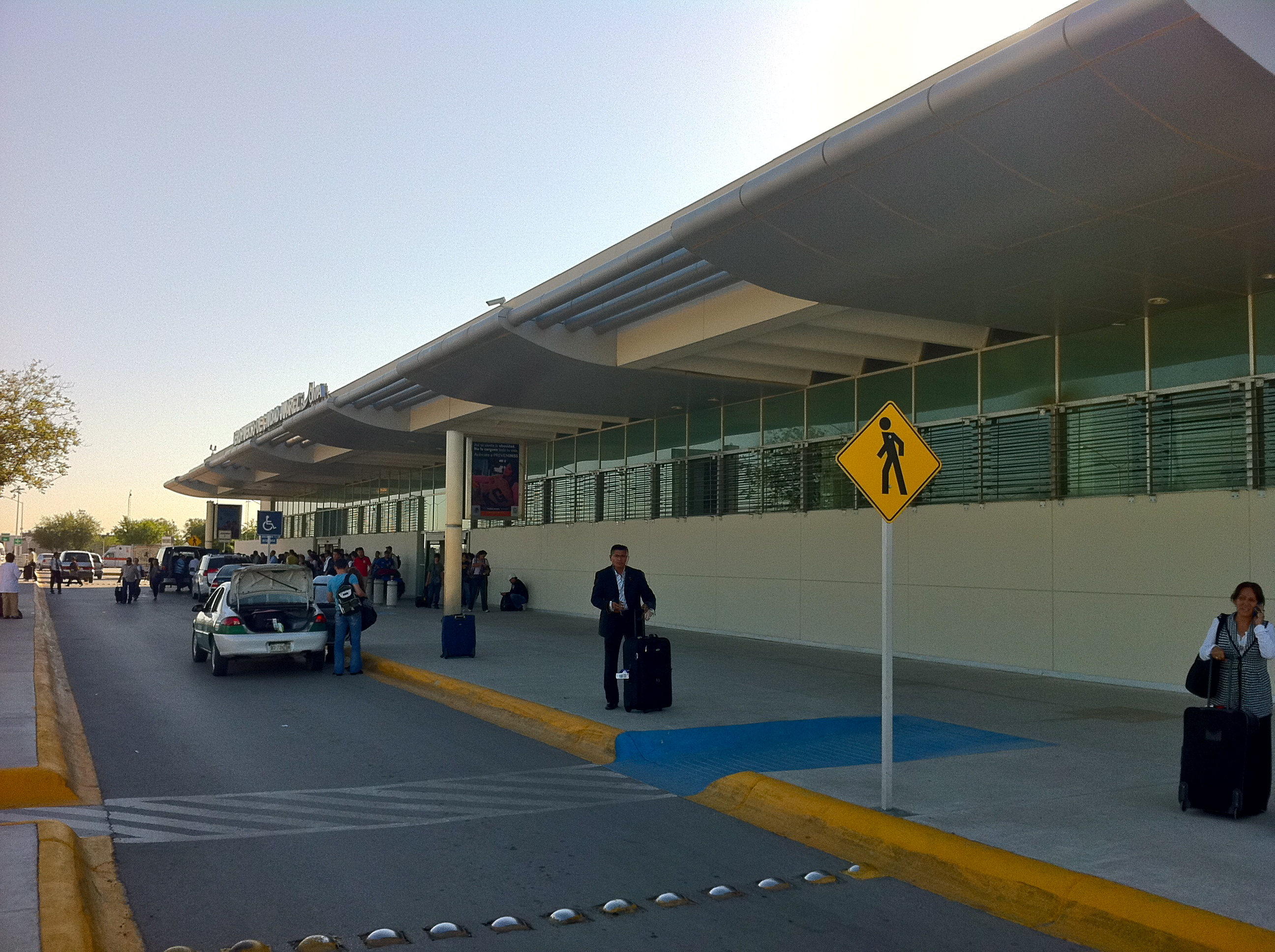
Terminal dell'Aeroporto Internazionale de Ciudad Juárez

### Aeroporto
- Aeroporto Internazionale Abraham González è l'aeroporto che serve Ciudad Juárez, si trova nella zona sud della città sull'autostrada Panamericana, operano le compagnie aeree nazionali: Aeromexico, Aeromexico Connect, Volaris e VivaAerobus, che offrono voli diretti per Chihuahua, Monterrey, Guadalajara, Città del Messico, Puerto Vallarta, Cancun, León, Hermosillo e Tijuana.